# Internationale Beziehungen. Theorie und Geschichte
Internationale Beziehungen. Theorie und Geschichte ist eine wissenschaftliche politiknahe monografische Reihe zur internationalen Geschichte der Neuzeit. Herausgeber der Reihe sind Dittmar Dahlmann, Dominik Geppert, Christian Hacke, Klaus Hildebrand, Christian Hillgruber, Joachim Scholtyseck. Die Reihe erscheint seit 2006 bei der V&R unipress (Vandenhoeck & Ruprecht) in  Göttingen und der Bonn University Press in unregelmäßigen Abständen. In der Reihe werden Bonner Forschungsarbeiten zu aktuellen Themen dieses Themenfeldes publiziert. Neben der klassischen Außenpolitik und Diplomatie stehen den Verlagsangaben zufolge andere Formen der staatlichen und gesellschaftlichen „Außenbeziehungen“ im Zentrum, die zur Dynamik von Mächten beitragen: die Netzwerke, die Rechtsverhältnisse, die Kommunikation, die Öffentlichkeit, die Medien – und ihre Rückwirkungen auf die systematische Eigenlogik der Staatenwelt. Der bisher letzte Band der Reihe erschien 2016.

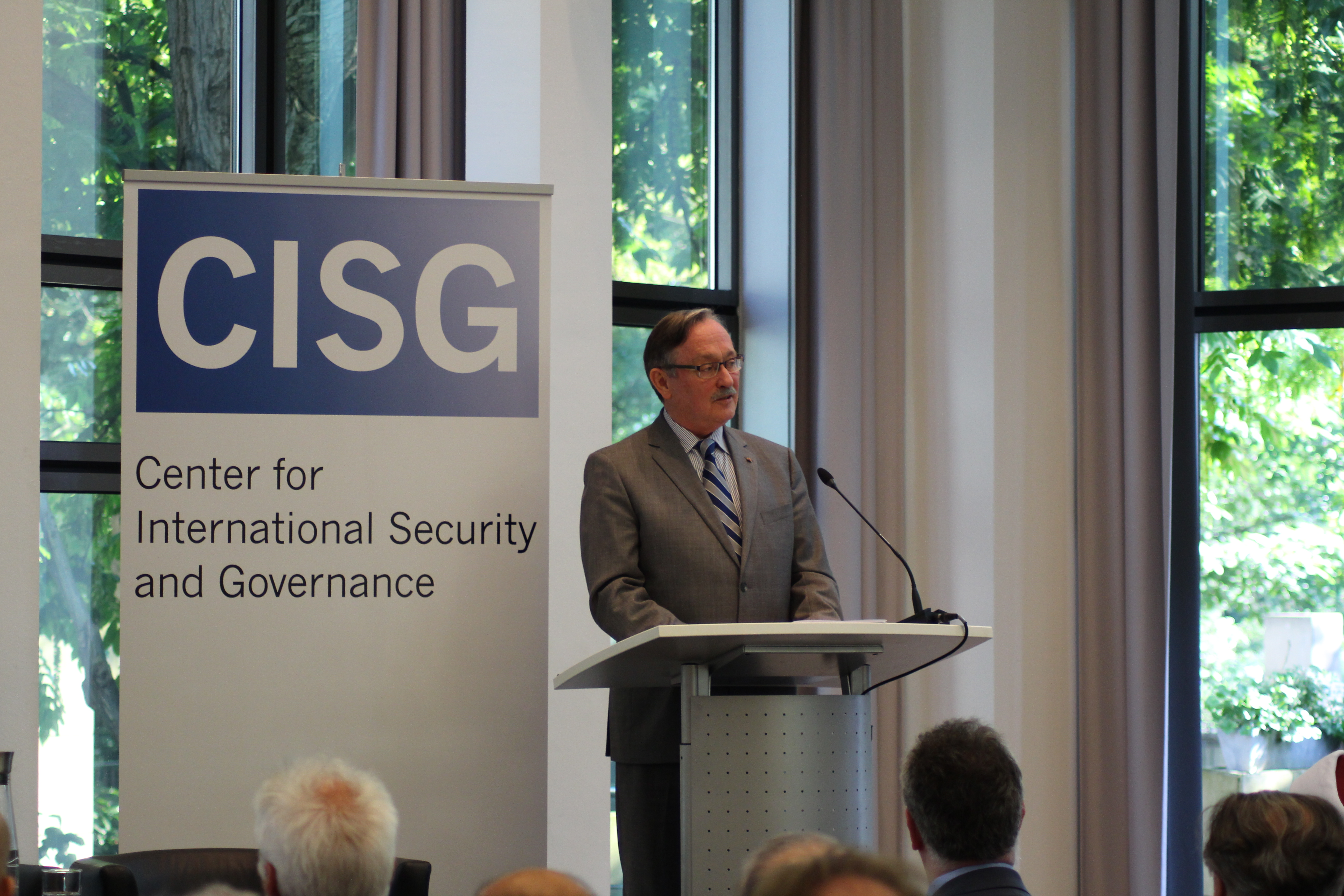
Henry-Kissinger-Professor James D. Bindenagel während eines Vortrags am Center for International Security and Governance (CISG) der Universität Bonn (2016)

Der von dem US-amerikanischen Lehrstuhlinhaber der Henry-Kissinger-Professur und Leiter des Center for International Security and Governance (CISG) der Universität Bonn James D. Bindenagel mit deutschen Co-Herausgebern herausgegebene Band 13 beispielsweise erschien auch auf Englisch in Contemporary Issues in International Security and Strategic Studies, einer Reihe, die ebenfalls bei der V&R unipress in  Göttingen und der Bonn University Press erscheint (2017-). Die nach dem ehemaligen amerikanischen Außenminister und Friedensnobelpreisträger benannte 'Henry-Kissinger-Stiftungsprofessur für Governance und Internationale Sicherheit' an der Universität Bonn wurde vom Auswärtigen Amt sowie dem Bundesministerium der Verteidigung finanziert.

## Übersicht
Quelle: DNB
- 1 Giulia Prati: Italian foreign policy, 1947–1951 : Alcide De Gasperi and Carlo Sforza between atlanticism and europeanism. 2006 (Zugl.: Bonn, Univ., Diss., 2005)
- 2 Dittmar Dahlmann (Hrsg.): Die Kenntnis Rußlands im deutschsprachigen Raum im 18. Jahrhundert : Wissenschaft und Publizistik über das Russische Reich. 2006 (Konferenzschrift, 2004, Wolfenbüttel)
- 3 Silvia Daniel: A Brief Time to Discuss America : Der Ausbruch des Ersten Weltkrieges im Urteil amerikanischer Politiker und Intellektueller. 2016 (Universität Bonn, Diss., 2006)
- 4 Dittmar Dahlmann; Pascal Trees (Hrsg.): Von Duma zu Duma : Hundert Jahre russischer Parlamentarismus. 2016
- 5 Heiko Luckey: Personifizierte Ideologie. 2008 (Universität Bonn, Diss., 2007)
- 6 Judith Michel: Willy Brandts Amerikabild und -politik 1933–1992. 2010
- 7 Bormann, Patrick; Freiberger, Thomas; Michel, Judith (Hrsg.): Angst in den Internationalen Beziehungen. 2010 (Konferenzschrift, 2009, Bonn)
- 8 Anneli Wallentowitz: "Imperialismus" in der japanischen Sprache am Übergang vom 19. zum 20. Jahrhundert : Begriffsgeschichte im außereuropäischen Kontext. 2011 (Zugl.: Bonn, Univ., Diss., 2010)
- 9 Holger Impekoven: Die Alexander von Humboldt-Stiftung und das Ausländerstudium in Deutschland 1925–1945 : Von der „geräuschlosen Propaganda“ zur Ausbildung der „geistigen Wehr“ des „Neuen Europa“. 2013, ISBN 978-3-89971-869-0
- 10 Vladimir Bilandžić u. a. (ed.): From Helsinki to Belgrade : the first CSCE follow-up meeting and the crisis of détente. 2012 (Aufsatzsammlung)
- 11 Thomas Freiberger: Allianzpolitik in der Suezkrise 1956. 2012
- 12 Martin Wroblewski: Moralische Eroberungen als Instrumente der Diplomatie: Die Informations- und Pressepolitik des Auswärtigen Amts 1902–1914. 2016
- 13 James Bindenagel, Matthias Herdegen, Karl Kaiser (Hrsg.): Internationale Sicherheit im 21. Jahrhundert: Deutschlands Internationale Verantwortung. 2016 (Vorwort: Michael Hoch, Rektor der Rheinischen Friedrich-Wilhelms-Universität Bonn) (Online)
- 14 Philipp Adorf: How the South was won and the nation lost : the roots and repercussions of the Republican Party’s southernization and evangelicalization. 2016